# Raionul Dubrovîțea, Rivne
Dubrovîțea (în ucraineană Дубровицький район, transliterat: Dubrovîțkîi raion) este un raion în regiunea Rivne, Ucraina. Reședința sa este orașul Dubrovîțea.

## Demografie
Componența lingvistică a raionului Dubrovîțea
     Ucraineană (98,92%)
     Alte limbi (1,02%)
Conform recensământului din 2001, majoritatea populației raionului Dubrovîțea era vorbitoare de ucraineană (98,92%), existând în minoritate și vorbitori de alte limbi.